# 瑞士體育
在瑞士，大多數人定期參加體育獲得，四分之一的瑞士人是體育俱樂部的會員。瑞士最主要的體育管理部門是瑞士聯邦體育辦公室和瑞士奧委會。由於瑞士的景觀和氣候十分多樣性，瑞士的體育也十分多樣。雖然冬季運動在瑞士十分流行，瑞士最受歡迎的體育項目仍然是足球和冰球。瑞士主辦過的大型體育賽事包括1928年冬奧會和1948年冬奧會，以及1954年世界杯足球賽和2008年歐洲足球錦標賽。